# Klinikum Neumarkt in der Oberpfalz

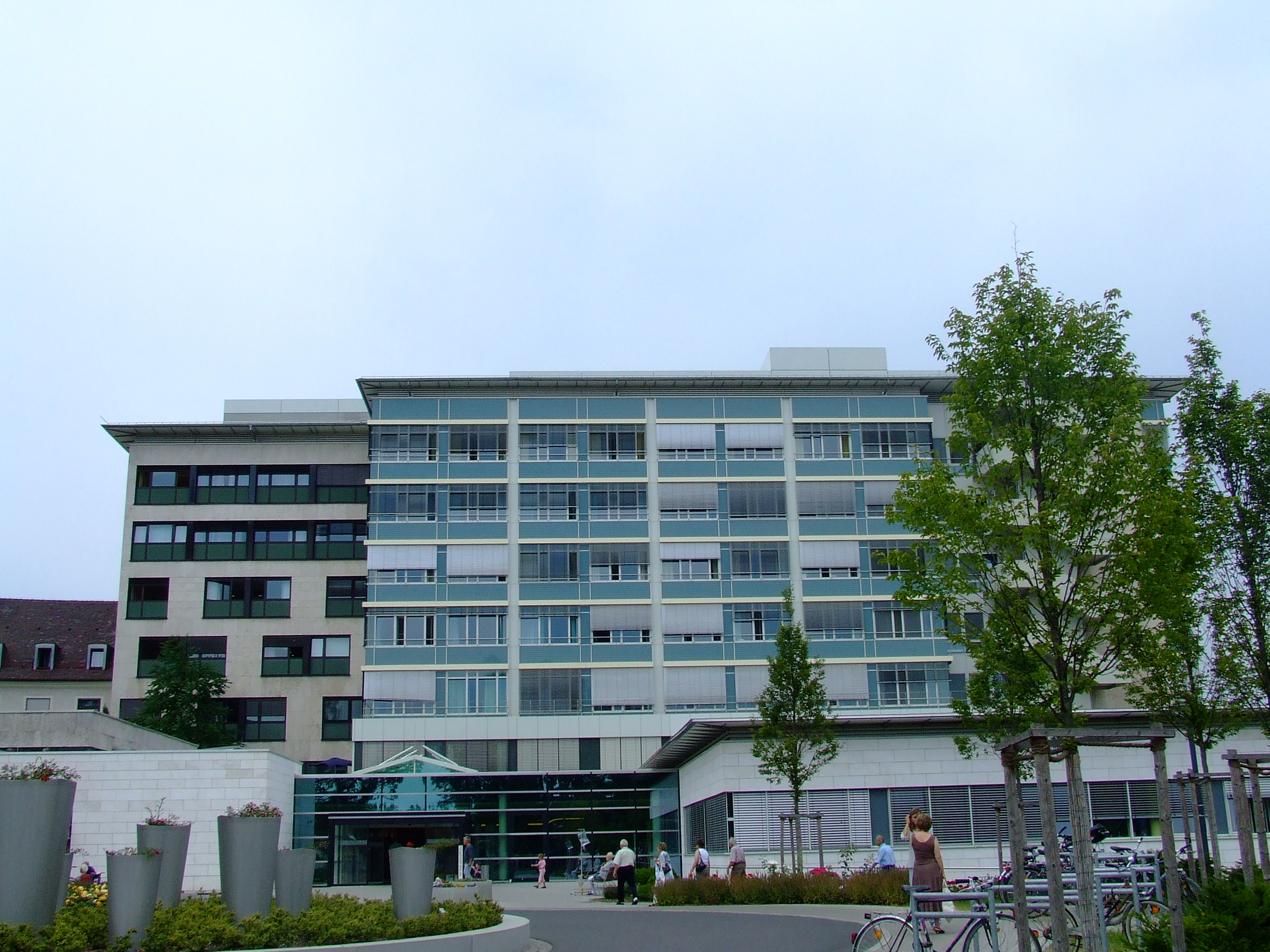
Klinikum

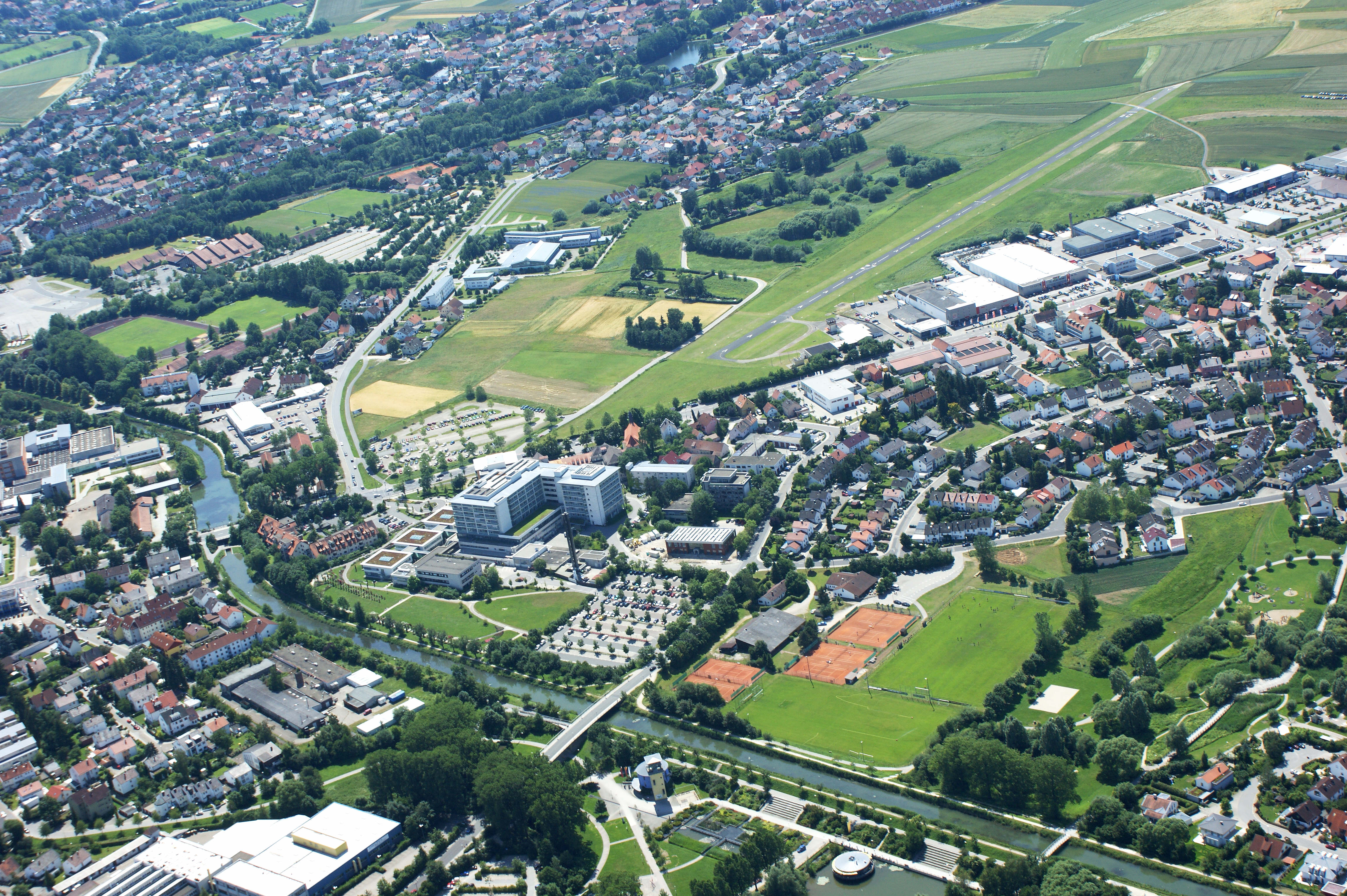
Luftaufnahme des Klinikums

Das Klinikum Neumarkt ist ein Klinikum in Neumarkt in der Oberpfalz, welches vom Landkreis Neumarkt durch die Kliniken des Landkreises Neumarkt i.d.OPf. als Kommunalunternehmen betrieben wird. Es ist als Krankenhaus der Versorgungsstufe II (Schwerpunktversorgung) klassifiziert.
Das Klinikum liegt im Westen Neumarkts an der Nürnberger Straße zwischen dem Stadtteil Holzheim und dem Ludwig-Donau-Main-Kanal. Das aus den 1960ern stammende Gebäude wird seit mehreren Jahren komplett saniert und umfangreich erweitert.

## Geschichte
Erstmals urkundlich erwähnt wurde 1381 das vor den Toren der Stadt Neumarkt gelegene Siechenhaus. Dieses befand sich 700 Meter außerhalb der Stadtmauern an der Straße nach Nürnberg in unmittelbarer Nähe der später dort errichteten St. Anna Kirche. Um das Jahr 1800 wurde das Armenhaus auch für die allgemeine medizinische Betreuung von Kranken verwendet.
Am 4. März 1831 wurde durch den Magistrat der Stadt Neumarkt der Bau eines neuen Krankenhauses beschlossen. Gründe dafür waren, neben der medizinischen Versorgung der Bevölkerung Neumarkts, auch der Bau des Ludwig-Donau-Main-Kanals, bei dem es immer wieder auch zu schweren Unfällen kam. Am 15. Oktober 1837 wurde das zweigeschossige Gebäude eingeweiht. Das Krankenhaus hatte 30 Betten, zwölf Krankenzimmer, einen Operationsraum, ein Bad und zwei Küchen. In den Jahren 1926 und 1952 erfolgten größere An- und Umbauten, die in der Zeit zwischen 1960 und 1970 noch erheblich erweitert wurden. Dabei wechselte auch die Trägerschaft von einem Zweckverband zwischen dem Landkreis und der Stadt Neumarkt hin zur Trägerschaft durch den Landkreis Neumarkt i.d.OPf. Im Jahr 1988 wurde das Klinikum Neumarkt als Lehrkrankenhaus der Friedrich-Alexander-Universität Erlangen-Nürnberg anerkannt.
Seit dem 1. Januar 2005 wird das Klinikum Neumarkt als selbstständiges Kommunalunternehmen des Landkreises Neumarkt betrieben. Im Jahr 2012 feierte das Klinikum sein 175-jähriges Bestehen.
Am 1. Oktober 2020 übernahm die Sozialstiftung Bamberg das Management des Neumarkter Klinikums. Seit dem Wechsel des Managements ist diese immer wieder in öffentlicher Kritik. Ungeachtet dessen wurde der bis zum Jahr 2025 laufende Vertrag zwischen dem Verwaltungsrat des Klinikums am Landratsamt Neumarkt und der Bamberger Sozialstiftung im Dezember 2023 vorzeitig um zwei Jahre verlängert.

## Medizinische Einrichtungen
Folgende Fachabteilungen sind am Klinikum Neumarkt vorhanden:
- Medizinische Klinik I mit den Schwerpunkten Kardiologie, Angiologie, Pneumologie
- Medizinische Klinik II mit den Schwerpunkten Gastroenterologie, Onkologie, Palliativmedizin und Diabetologie
- Chirurgische Klinik  mit den Schwerpunkten Visceral-, Thoraxchirurgie und Darmzentrum
- Gefäßchirurgie
- Orthopädische Chirurgie mit den Schwerpunkten Endoprothetik Hüfte und Knie, Gelenkeingriffen
- Unfallchirurgische Klinik mit den Schwerpunkten Traumatologie mit Arthroskopie und rekonstruktiver Gelenkchirurgie und Traumazentrum
- Wirbelsäulenchirurgie mit den Schwerpunkten Degenerative Erkrankungen der Wirbelsäule, Schmerzsyndrome, Neurochirurgische Notfallversorgung
- Frauen-Klinik mit den Schwerpunkten Operative Gynäkologie, Onkologie, Geburtshilfe, Brustzentrum und Gynäkologisches Krebszentrum
- Urologische Klinik mit den Schwerpunkten Onkologie, minimal-invasive Chirurgie, Steintherapie und Prostatakarzinomzentrum
- Neurologische Klinik mit den Schwerpunkten Schlaganfalleinheit, Anfallserkrankungen, Neuroonkologie
- Klinik für Anästhesiologie und Intensivmedizin (ärztliche Leitung der interdisziplinären Intensivstation)
- Klinik für Radiologie mit den Schwerpunkten Diagnostische und interventionelle Radiologie und Strahlentherapie
- Hals-Nasen-Ohrenheilkunde als Belegabteilung
- Schmerztherapie Tagesklinik für Schmerztherapie und Schmerzambulanz
- Abteilung für Palliativmedizin
- Abteilung Nephrologie
- plastische Chirurgie
- Kinderklinik des Klinikums Nürnberg – Außenstelle Neumarkt
- Notfallzentrum

Daneben besteht eine enge Zusammenarbeit mit verschiedenen benachbarten Arztpraxen.

## Zahlen und Fakten
Im Jahr 2018 wurden im Klinikum 25.095 Patienten stationär an 149.702 Pflegetagen behandelt. Daraus ergibt sich eine durchschnittliche Aufenthaltsdauer von 6,0 Tagen. Dabei kamen 889 Kinder zur Welt. Außerdem wurden 12.888 Operationen durchgeführt, davon 2.932 ambulant.

## Aus- und Weiterbildungseinrichtungen
Das Klinikum wird durch die Universität Erlangen-Nürnberg als Lehrkrankenhaus genutzt. Seit dem Jahr 2008 betreibt die der Georg-Simon-Ohm-Hochschule Nürnberg (Vorgängereinrichtung der Technischen Hochschule Nürnberg Georg Simon Ohm) am Klinikum eine Außenstelle, an der der Studiengang Gesundheitsökonomie des Fachbereichs Betriebswirtschaft angeboten wird. Das Klinikum ist dann das erste Klinikum in Deutschland mit angeschlossener Fachhochschule.
Des Weiteren befinden sich am Klinikum eine Berufsfachschule für Krankenpflege sowie eine Weiterbildungsstätte für Intensivpflege.

## Donauer-Stiftung

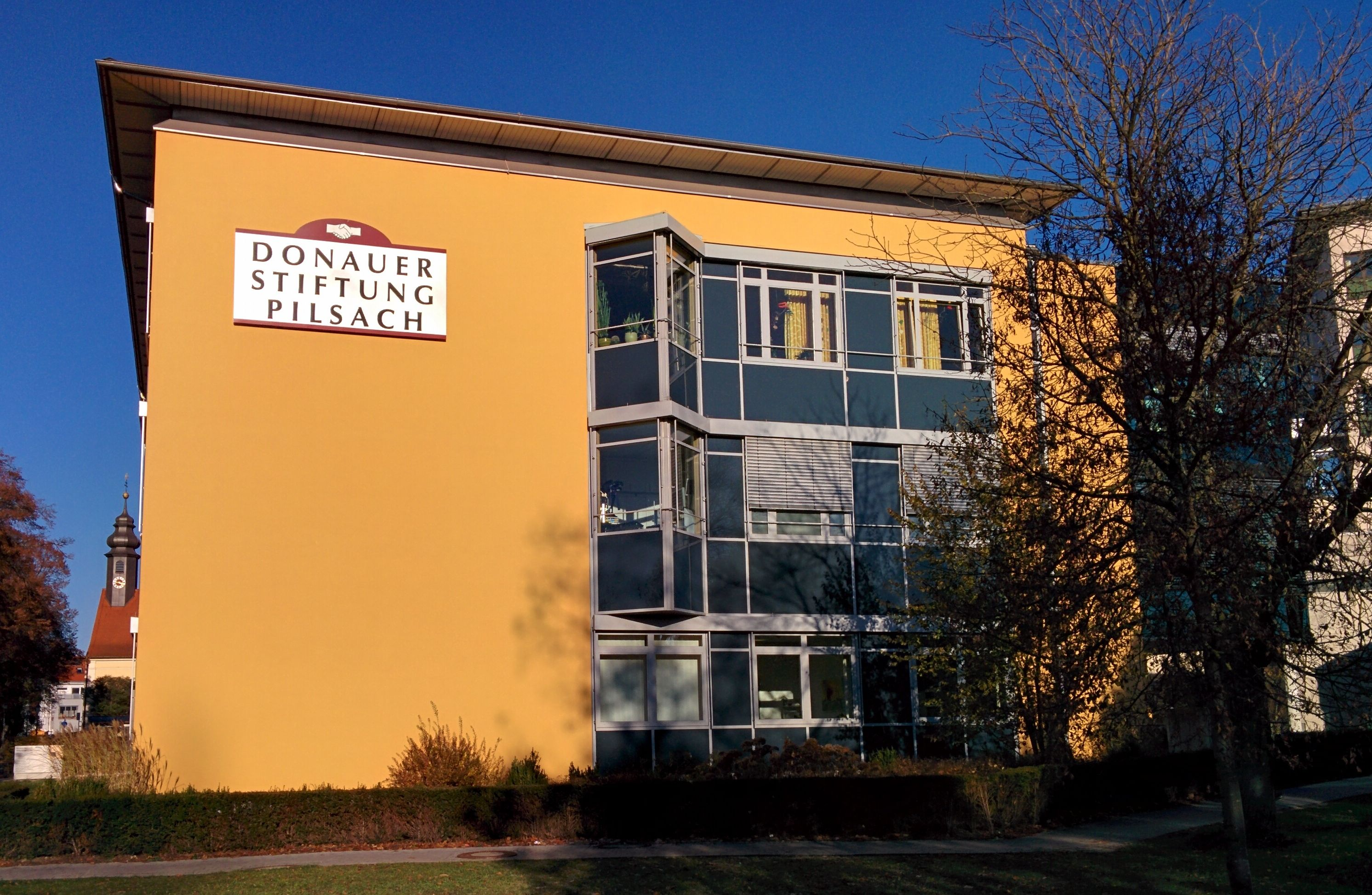
Gebäude der Donauer Stiftung Pilsach am Klinikum Neumarkt in der Oberpfalz

Durch die private Stiftung von Leokadia und Johann Donauer (Donauer-Stiftung) konnte der Bau des Pallivativgebäudes sowie der Kinderstation am Klinikum Neumarkt realisiert werden. Dabei handelte es sich um die größte Einzelstiftung der Oberpfalz.

## Weitere Einrichtungen
Weitere Einrichtungen sind unter anderem ein Labor, die Physiotherapie, eine Klinikumsapotheke, ein Blutkonservendepot und eine Diätberatung.
Für Notfälle befand sich direkt neben dem Hauptgebäude ein Hubschrauberlandeplatz. Mitte 2024 ist eine Hubschrauberplattform auf dem Klinikdach in Betrieb genommen worden.
Die Seelsorge wird von Mitarbeitern der katholischen und evangelischen Kirche übernommen. Gottesdienste finden regelmäßig in der Klinikumskapelle sowie in der benachbarten St.-Anna-Kirche statt.
Daneben ist am Klinikum der Verein Krankenhaushilfe e. V. tätig, der viele nicht-medizinische Aufgaben übernimmt wie zum Beispiel den Betrieb der Krankenhausbücherei, eine Kinderbetreuung und auch Hilfe bei der Patientenaufnahme anbietet.
Entlang des Ludwig-Donau-Main-Kanals verläuft der Rosengarten, der das Klinikumsgelände mit dem benachbarten LGS-Park der Landesgartenschau 1998 verbindet.